# سيدني كينجز
سيدني كينجز (بالإنجليزية: Sydney Kings)‏ هو فريق كرة سلة أسترالي تأسس في سنة 1988 يقع في نيوساوث ويلز، سيدني. يلعب في الدوري الأسترالي لكرة السلة.

## أبرز اللاعبين
- أناتولي بوس
- جوليان قزوح

## وصلات خارجية
- الموقع الرسمي